# 투손

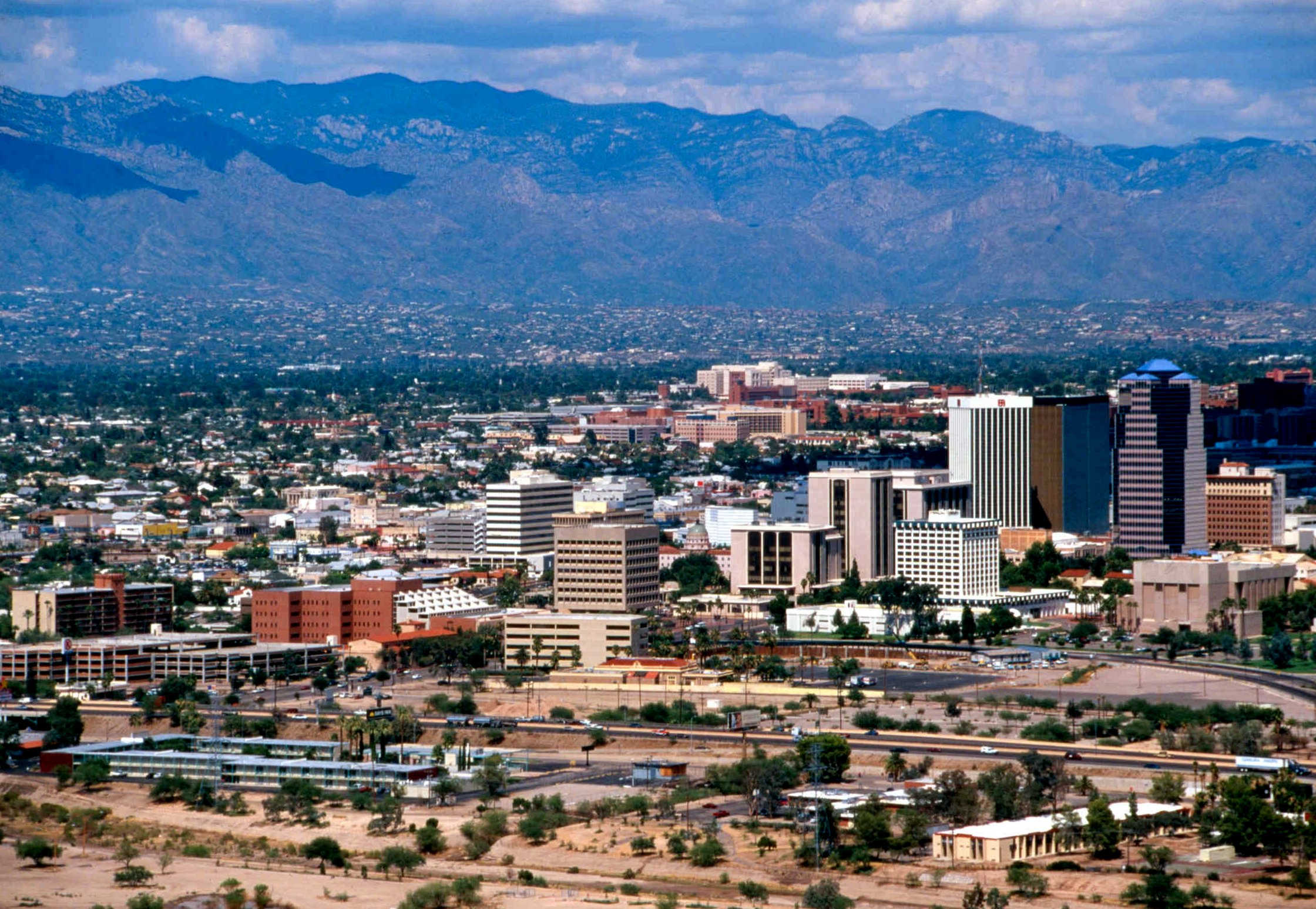
투손

투손(영어: Tucson /ˈtuːsɒn/ 또는 /tuːˈsɒn/)은 미국 애리조나주 파머군의 도시이자 군청 소재지이다. 피닉스에서 남동쪽으로 188km, 멕시코 국경으로부터 북쪽으로 98km 떨어진 곳에 있다. 2006년 통계로 인구는 525,529명이며, 미국에서 32번째로 크다. 도시권 인구는 2008년 통계로 약 100만 명이며, 이는 미국 내 52번째 규모이다. 남애리조나에서는 가장 큰 도시이며, 애리조나주 전체에서는 피닉스에 이어 두 번째로 크다. 산으로 둘러싸인 광산도시로 유명했다. 애리조나 대학교와 모리스 공군기지(Morris Air National Guard Base)가 있는 도시이기도 하다. 대한민국에서는 흔히 투산으로도 통용되며, 현대자동차가 2004년에 출시한 SUV '투싼'은 이 도시의 이름을 따서 지었다.

## 역사
투손은 1775년 8월 20일 스페인에 의해 세워졌다. Tucson이라는 도시의 이름은 피마 인디언 언어로 '검은 산 아래 샘'을 뜻하는 Chukeson에서 유래했다.

## 주민
| 인구조사              | 인구    | Note  | %±     |
| --------------------- | ------- | ----- | ------ |
| 1850년                | 400     |       | —      |
| 1860년                | 915     |       | 128.8% |
| 1870년                | 3,215   |       | 251.4% |
| 1880년                | 7,007   |       | 117.9% |
| 1890년                | 5,150   |       | −26.5% |
| 1900년                | 7,531   |       | 46.2%  |
| 1910년                | 13,193  |       | 75.2%  |
| 1920년                | 20,292  |       | 53.8%  |
| 1930년                | 32,506  |       | 60.2%  |
| 1940년                | 35,752  |       | 10.0%  |
| 1950년                | 45,454  |       | 27.1%  |
| 1960년                | 212,892 |       | 368.4% |
| 1970년                | 262,933 |       | 23.5%  |
| 1980년                | 330,537 |       | 25.7%  |
| 1990년                | 405,371 |       | 22.6%  |
| 2000년                | 486,699 |       | 20.1%  |
| 2010년                | 520,116 |       | 6.9%   |
| 2019 (추산)           | 548,073 | [ 2 ] | 5.4%   |
| U.S. Decennial Census |         |       |        |

이 도시의 인종 구성은 백인 70.15%, 아프리카계 미국인 4.33%, 원주민 2.27%, 아시아계 2.46%, 태평양 섬 출신 0.16%, 기타 인종 16.85% 및 혼혈 3.79%이다. 이 도시의 인구의 35.72 %는 히스패닉 또는 라틴계이다
이 도시의 주민은 24.6%가 18세 미만의 아동, 18세 이상 24세 이하가 13.8%, 25세 이상 44세 이하가 30.5 %, 45세 이상 64세 이하가 19.2%, 그리고 65세 이상이 11.9%에이다. 평균 연령은 32 세이며, 여성 100명당 남성 수는 96.0 명이다. 18 세 이상 여성 100 명 당에 대해 남성은 93.3 명이다.
이 도시의 가구 당 평균 소득은 3 0981 달러이며, 가족 당 평균 소득은 37,344 달러이다. 남성은 28,548 달러에 여성은 23,086 달러의 평균 소득이있다. 이 도시의 일인당 소득 (per capita income)은 1 6322 달러이다. 인구의 18.4 % 및 가족의 13.7 %는 빈곤선 이하이다. 전체 인구 중 18 세 미만의 23.6 % 및 65 세 이상의 11%가 빈곤선 이하의 생활을 하고있다.

## 지리와 기후

### 지리
투손의 면적은 505.3 km2이며, 0.22%에 해당하는 1.1 km2가 물이다. 고도는 해발 728미터이며, 소노라 사막의 충적 평야에 있으며, 산타리타강이 흐르고 있다. 다섯 개의 작은 산맥으로 둘러싸여 있는데, 각 산맥의 이름은 샌타카탈리나산맥, 토톨리타산맥, 산타리타산맥, 린컨산맥, 투손산맥이다.

### 기후
투손의 계절은 두 개의 큰 계절 여름과 겨울, 그리고 세 개의 작은 계절 가을, 봄, 몬순으로 이루어진다. 6월의 평균 기온이 가장 높으며, 12월 ~ 1월의 기온이 가장 낮다. 최고 기온 기록은 6월에 기록된 47 °C(117 °F)이며, 최저 기온 기록은 12월, 1월에 기록된 -8 °C(16 °F)이다.
| 투손 (투손 국제공항)의 기후                                                                    | 투손 (투손 국제공항)의 기후 | 투손 (투손 국제공항)의 기후 | 투손 (투손 국제공항)의 기후 | 투손 (투손 국제공항)의 기후 | 투손 (투손 국제공항)의 기후 | 투손 (투손 국제공항)의 기후 | 투손 (투손 국제공항)의 기후 | 투손 (투손 국제공항)의 기후 | 투손 (투손 국제공항)의 기후 | 투손 (투손 국제공항)의 기후 | 투손 (투손 국제공항)의 기후 | 투손 (투손 국제공항)의 기후 | 투손 (투손 국제공항)의 기후 |
| 월                                                                                             | 1월                         | 2월                         | 3월                         | 4월                         | 5월                         | 6월                         | 7월                         | 8월                         | 9월                         | 10월                        | 11월                        | 12월                        | 연간                        |
| ---------------------------------------------------------------------------------------------- | --------------------------- | --------------------------- | --------------------------- | --------------------------- | --------------------------- | --------------------------- | --------------------------- | --------------------------- | --------------------------- | --------------------------- | --------------------------- | --------------------------- | --------------------------- |
| 역대 최고 기온 °C (°F)                                                                         | 31 (88)                     | 33 (92)                     | 37 (99)                     | 40 (104)                    | 44 (111)                    | 47 (117)                    | 46 (114)                    | 44 (112)                    | 44 (111)                    | 39 (103)                    | 34 (94)                     | 29 (85)                     | 47 (117)                    |
| 일평균 최고 기온 °C (°F)                                                                       | 19.2 (66.5)                 | 20.7 (69.2)                 | 24.3 (75.8)                 | 28.3 (82.9)                 | 33.2 (91.8)                 | 38.4 (101.2)                | 37.9 (100.2)                | 37.0 (98.6)                 | 35.1 (95.1)                 | 30.2 (86.3)                 | 23.9 (75.1)                 | 18.6 (65.5)                 | 28.9 (84.0)                 |
| 일일 평균 기온 °C (°F)                                                                         | 12.0 (53.6)                 | 13.4 (56.2)                 | 16.6 (61.9)                 | 20.1 (68.1)                 | 24.9 (76.8)                 | 30.1 (86.1)                 | 31.2 (88.2)                 | 30.5 (86.9)                 | 28.2 (82.8)                 | 22.6 (72.6)                 | 16.4 (61.5)                 | 11.7 (53.0)                 | 21.4 (70.6)                 |
| 일평균 최저 기온 °C (°F)                                                                       | 4.9 (40.8)                  | 6.2 (43.2)                  | 8.9 (48.0)                  | 11.8 (53.3)                 | 16.6 (61.8)                 | 21.7 (71.1)                 | 24.6 (76.3)                 | 24.0 (75.2)                 | 21.3 (70.4)                 | 15.0 (59.0)                 | 8.8 (47.9)                  | 4.7 (40.5)                  | 14.1 (57.3)                 |
| 역대 최저 기온 °C (°F)                                                                         | −14 (6)                     | −8 (17)                     | −7 (20)                     | −3 (27)                     | 0 (32)                      | 6 (43)                      | 9 (49)                      | 13 (55)                     | 6 (43)                      | −3 (26)                     | −7 (19)                     | −12 (10)                    | −14 (6)                     |
| 평균 강수량 mm (인치)                                                                          | 21 (0.84)                   | 21 (0.84)                   | 14 (0.56)                   | 6.1 (0.24)                  | 5.1 (0.20)                  | 5.8 (0.23)                  | 56 (2.21)                   | 50 (1.98)                   | 34 (1.32)                   | 17 (0.67)                   | 14 (0.56)                   | 24 (0.96)                   | 269 (10.61)                 |
| 평균 강설량 cm (인치)                                                                          | 0.0 (0.0)                   | 0.25 (0.1)                  | 0.0 (0.0)                   | 0.0 (0.0)                   | 0.0 (0.0)                   | 0.0 (0.0)                   | 0.0 (0.0)                   | 0.0 (0.0)                   | 0.0 (0.0)                   | 0.0 (0.0)                   | 0.0 (0.0)                   | 0.0 (0.0)                   | 0.25 (0.1)                  |
| 평균 강수일수 (≥ 0.01 인치)                                                                    | 4.2                         | 4.0                         | 3.1                         | 1.6                         | 1.4                         | 1.6                         | 8.8                         | 8.5                         | 4.4                         | 2.9                         | 2.5                         | 4.4                         | 47.4                        |
| 평균 강설일수 (≥ 0.1 인치)                                                                     | 0.1                         | 0.1                         | 0.0                         | 0.0                         | 0.0                         | 0.0                         | 0.0                         | 0.0                         | 0.0                         | 0.0                         | 0.0                         | 0.0                         | 0.2                         |
| 평균 상대 습도 (%)                                                                             | 48.4                        | 42.7                        | 37.0                        | 27.0                        | 22.0                        | 21.1                        | 41.6                        | 46.6                        | 41.7                        | 38.4                        | 42.7                        | 50.0                        | 38.3                        |
| 평균 월간 일조시간                                                                             | 259.9                       | 258.2                       | 320.7                       | 357.2                       | 400.8                       | 396.9                       | 342.7                       | 335.6                       | 316.4                       | 307.4                       | 264.4                       | 245.8                       | 3,806                       |
| 가능 일조율                                                                                    | 81                          | 84                          | 86                          | 92                          | 94                          | 93                          | 79                          | 81                          | 85                          | 87                          | 84                          | 79                          | 86                          |
| 출처: 미국 해양대기청 (평년값: 1991년~2020년, 극값: 1894년~현재, 상대습도/일조: 1961년~1990년) |                             |                             |                             |                             |                             |                             |                             |                             |                             |                             |                             |                             |                             |

### 관광지
비행기 무덤(Aircraft boneyard)로 알려진 데이비드몬산 공군기지의 비행기 저장소는 방대한 규모의 대지에 수천 대의 비행기들을 보관하는 것으로 유명하다. 이 비행기 무덤은 피마 항공우주 박물관(Pima Air&Space Museum)을 통해 셔틀버스로 관광할 수 있다. 애리조나 사막 박물관(Arizona Desert Museum)은 사막 기후대의 다양한 생태계 정보를 제공하는 야외 자연사 박물관으로, 소노란 사막대의 다양한 동식물들을 전시하고 있다. 올드 투손(Old Tucson)은 애리조나 사막 박물관 인근에 있는 서부 영화 스튜디오로 서부 시대 애리조나에 관한 다양한 구경거리를 제공한다. 매년 2월에 개최되는 보석 전시회(Gem Festival) 또한 유명하다.

## 출신 유명인
- 미국의 여가수 린다 론스태드(Linda Ronstadt, 1946년 7월 15일 ~ )가 이 곳에서 태어나 현재까지 거주하고 있다.
- 총기 난사 사건으로 머리 부상을 입고 기적적으로 살아났던 미국의 정치인 가브리엘 기퍼즈(Gabrielle Giffords, 1970년 6월 8일 ~ )가 이 곳 출신이며, 현재 이 곳을 지역구로 하는 하원 의원으로 활동 중이다.

## 자매 도시
- 스페인 카스티야레온 지방 세고비아

## 같이 보기
- 데이비스 몬탄 공군기지